# Wilhelm Conrad Gomoll
Wilhelm Conrad Gomoll (* 14. November 1877 in Berlin; † 20. Februar 1951) war ein deutscher Journalist und Schriftsteller.

## Leben
Wilhelm Conrad Gomoll wurde 1877 in Berlin geboren. Er studierte Germanistik, Literatur- und Kunstgeschichte an der Friedrich-Wilhelms-Universität Berlin, der Universität Zürich und der Universität Genf. Während des Studiums unternahm Gomoll Auslandsreisen nach Griechenland, Dänemark und Südskandinavien und arbeitete als freier Journalist von 1896 bis 1899 in der Schweiz, Frankreich und Italien. Gomoll begann 1900 ein Volontariat in der Redaktion der Zeitung „Berliner Neueste Nachrichten“, die später in der Zeitung „Die Post“ aufging. 1903 veröffentlichte er seinen ersten Gedichtband. Im Jahre 1910 wurde Gomoll Dozent für Literatur- und Kunstgeschichte im Pestalozzi-Fröbel-Haus in Berlin.
Nach Beginn des Ersten Weltkrieges wurde Gomoll zum Kriegsberichterstatter berufen und der Nachrichtenabteilung des Großen Generalstabes des Feldheeres unterstellt. Bis zum Ende des Krieges befand sich Gomoll an verschiedenen Kriegsschauplätzen und arbeitete als Kriegsberichterstatter des Großen Hauptquartiers für u. a. die Schlesische Zeitung, die Kölnische Zeitung, die Norddeutsche Allgemeine Zeitung und die Leipziger Neuesten Nachrichten.
Nach dem Krieg ließ Gomoll sich in Kleinmachnow nieder und wurde Redakteur der Kreuzzeitung. Gomoll wurde Mitglied im Verein Berliner Presse. Im Jahre 1929 wurde er Leiter der Presseabteilung der Reichs-Rundfunk-Gesellschaft.
Noch vor der nationalsozialistischen Machtergreifung wurde Gomoll Mitglied der NSDAP.
Gomoll beteiligte sich 1932 an einem von Ludwig Kunz herausgegebenen Sammelband zu Ehren von Wilhelm Lehmann zu dessen 50. Geburtstag.
In der Zeit des Nationalsozialismus wurde Gomoll im 1933 gegründeten Reichsverband Deutscher Schriftsteller Mitglied des Beirates. Zudem wurde er Presse-Abteilungsleiter beim Volksbund Deutsche Kriegsgräberfürsorge.

## Literarisches Schaffen
Gomoll trat hauptsächlich als Lyriker in Erscheinung. Sein Schaffen als Schriftsteller findet Erwähnung in der Dichterübersicht von Franz Brümmer und der Literaturgeschichte von Adolf Bartels. Er verfasste den Lübecker Roman „Hogesünn“ und die Novellen „Totentanz“. Der Komponist Hans Koessler vertonte Gomolls Gedicht Hymne an die Schönheit.

## Publikationen
- Welt und Ich, Gedichte, 1903
- Träume und Fahrten – Der paradiesische Garten, Gedichte, 1906
- Vasumitra, legendarische Laienpredigt, 1908
- Hogesünn, Roman, 1912
- Japanische Kultur und chinesische Dichtung, Berliner Lokal-Anzeiger, 21. September 1913
- Totentanz, Novellen, 1913
- Im Kampf gegen Rußland und Serbien, Kriegsaufzeichnungen, 1916
- Über einen toten Dichter, Nachruf auf Rainer Maria Rilke, Berliner Börsen-Zeitung, 13. Januar 1927
- Wanderschaft, Gedichte, 1930
- Rundfunk in Kinderschuhen. In: Im Banne des Mikrophons, Berlin 1931
- Klingen im Wind, Gedichte, 1935
- Die ewige Wache. Der Ring deutscher Ehrenmale rings um das Reich, 1940